# East Washington (Pennsylvanie)
East Washington est un borough situé au centre du comté de Washington, en Pennsylvanie, aux États-Unis,. En 2010, il comptait une population de 2 234 habitants, estimée au 1er juillet 2020 à 2 253 habitants. Le borough est incorporé le 8 février 1892.

## Démographie
Lors du recensement de 2010, le borough comptait une population de 2 234 habitants. Elle est estimée, en 2020, à 2 253 habitants.